# Torre di Montegualtieri
La torre di Montegualtieri si trova in Abruzzo, all'interno del territorio della provincia di Teramo, nel comune di Cermignano nella frazione omonima di Montegualtieri.

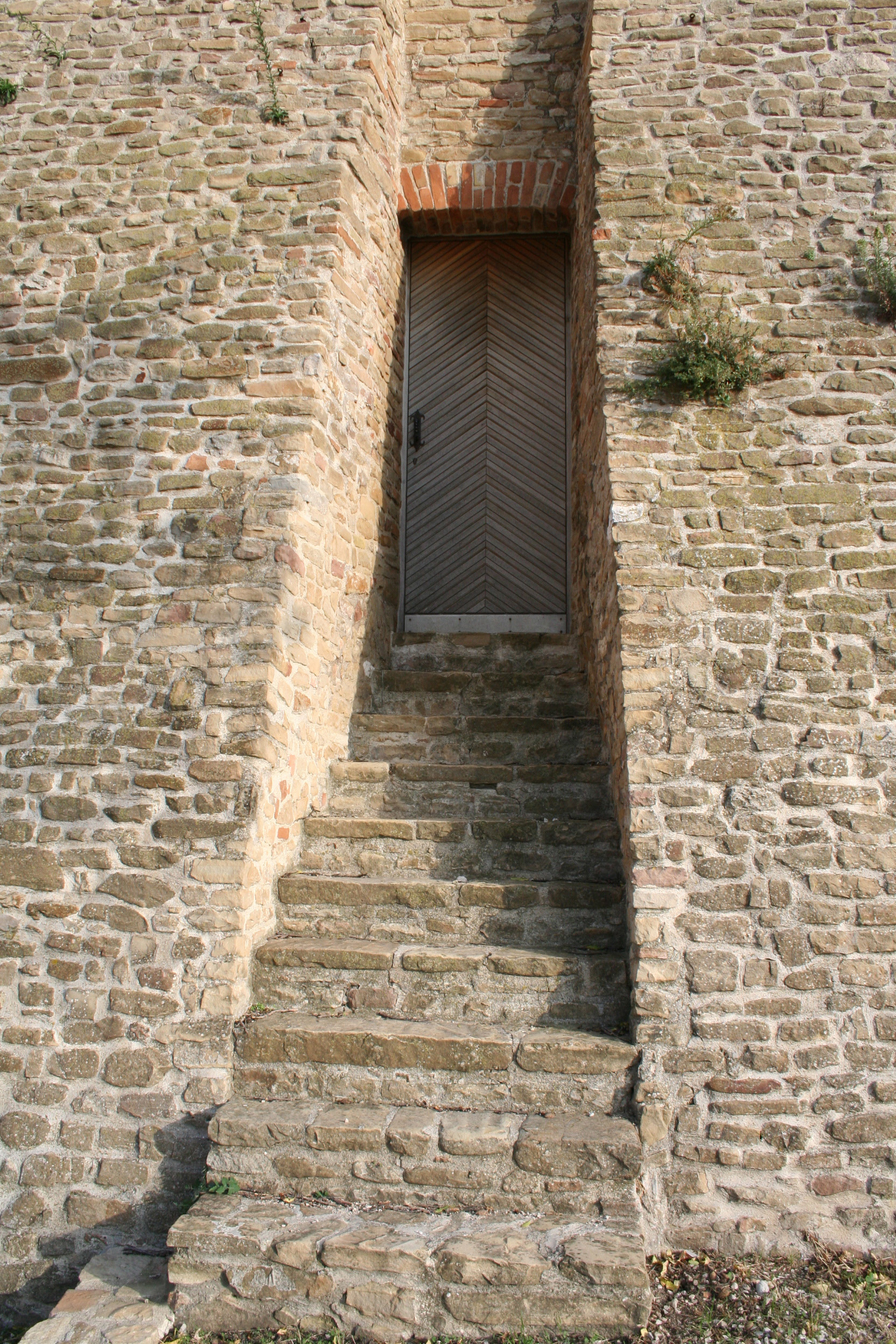
Rampa d'ingresso alla torre

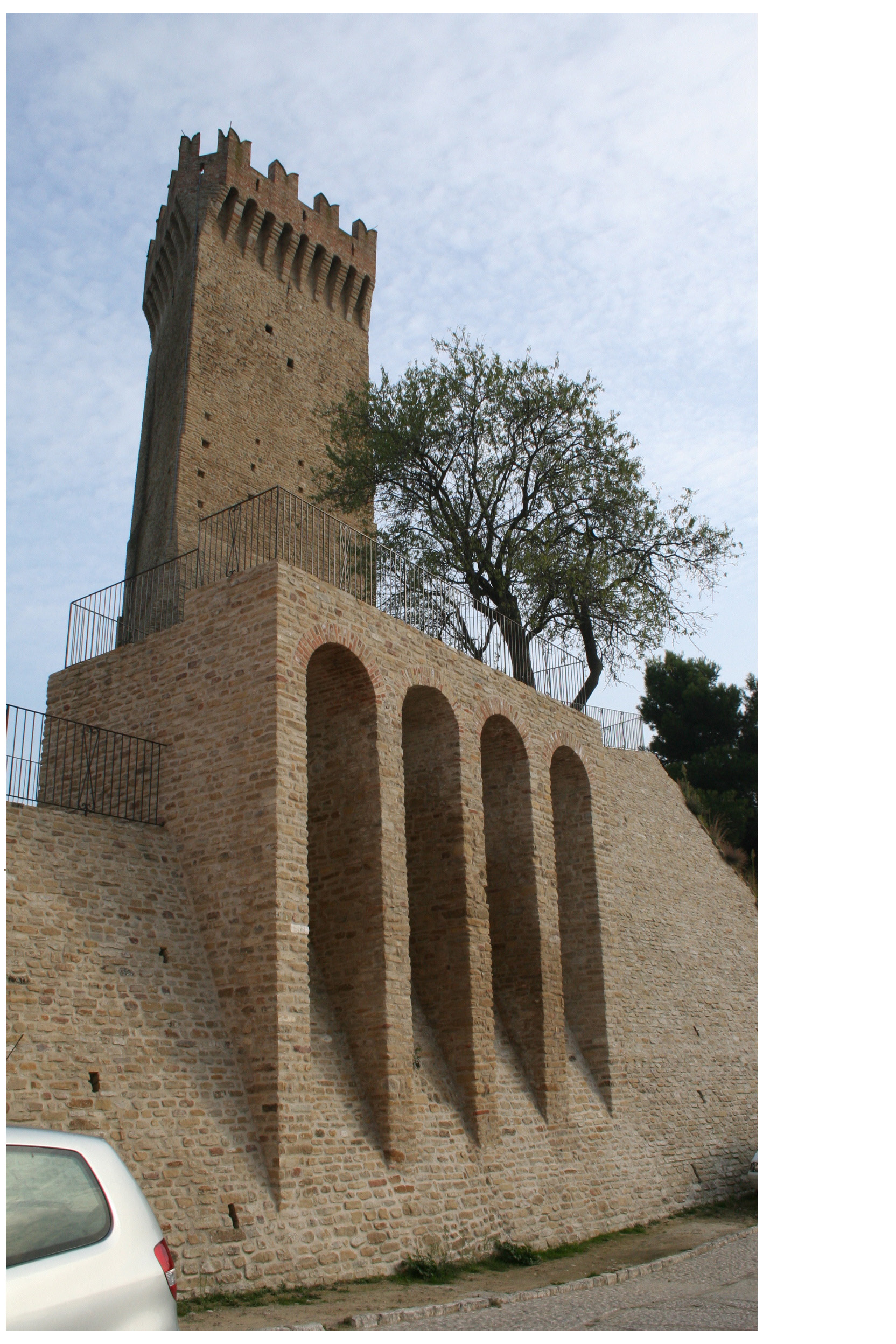
Contrafforti esterni al recinto della torre

La fortificazione sorge sulla sommità di un rilievo collinare lungo il fianco meridionale della Valle del Vomano.
Il poggio sporge con le caratteristiche di un promontorio, a 260 m s.l.m., su un'ansa del fiume, e accoglie questa rocca che è nota e caratteristica per la sua forma che si eleva da una pianta triangolare, dominando il piccolo borgo sottostante, a pianta ovoidale. La torre e la parte rimanente delle mura rappresentano ciò che resta di una potente fortificazione del borgo, che ne era allora interamente circondato. La torre rappresenta la parte più elevata dell'intero sistema difensivo del borgo, probabilmente insieme ad altre piccole torri, ed era presente sul colle già dal XII secolo. I resti dei granai e delle camere di guardia sono visibili all'interno dell'area giardino che oggi circonda la torre. Il nome del borgo e la denominazione della torre sono probabilmente originati dal nome di uno dei primi membri della famiglia Acquaviva di Atri, tale Gualtieri d'Acquaviva, che nei primi anni del XIV secolo riqualifico' il sistema difensivo presente nei suoi feudi ed in quello dei confini settentrionali dell'Abruzzo Ultra, regione più a nord di quello che era il Regno delle Due Sicilie. Una torre di Gualtieri/o è presente anche nel centro dell'antico nucleo urbano di San Benedetto del Tronto. Tale omonimia sarebbe possibile grazie alla presenza di numerosi feudi degli Acquaviva anche nel territorio delle Marche, quali Acquaviva Picena, San Benedetto, Ascoli Piceno (durante il dominio di Giosia Acquaviva ed Andrea Matteo III), feudi degli Acquaviva sia a seguito di matrimoni con la famiglia San Severino, sia di conquiste o eredità.
La torre è inserita nell'itinerario turistico-religioso denominato Valle delle Abbazie.

## Storia
Questo fortilizio, insieme a Castelbasso, Castellalto e Morro d'Oro, era parte integrante della rete di comunicazioni ottiche per la difesa del territorio e garantiva un valido ed efficace sistema di controllo. Servì essenzialmente come postazione di avvistamento e di collegamento nel sistema difensivo.
La torre di Montegualtieri, dalla sua posizione strategica, domina su di un ampio panorama che spazia dalla costa adriatica alla catena montuosa del Gran Sasso. Lungo la vallata dominata dalla costruzione passavano la Salaria Caecilia e la strada che univa le città di Ascoli Piceno, Teramo e Penne, considerate tra le più vetuste e importanti vie di comunicazione dell'Abruzzo.
L'antico nome che identificava questa torre fu: Mons o castello di Mons, ma verso il 1170, sebbene non si conosca per quale preciso avvenimento, si trasformò in Monte Gualtiero. Mons appartenne già dall'VIII secolo alla terra di San Vincenzo in Volturno e da circa l'XI secolo alla proprietà di San Giovanni in Venere.
Non è nota l'esistenza di fonti documentali che attestino con certezza l'artefice, la data esatta e le motivazioni che abbiano portato all'edificazione della roccaforte. Un sicuro riferimento al periodo storico che vide elevarsi l'opera fortificata è quello del Regno normanno, nella seconda metà del XII secolo, quando vi furono in Abruzzo le migliori condizioni per il rinnovamento dei castelli e la costruzione di nuove torri nelle zone di conquista, con una particolare attenzione per il territorio della valle del Medio Vomano.
Riferimenti a questo insediamento si trovano già negli atti dell'anno 799 quando nell'elenco dei beni appartenenti a San Vincenzo in Volturno è citata la Corte di Mortula al confine col castello di Mons. Un'altra citazione si riscontra nel 968, quando l'imperatore Ottone conferma all'abate Paolo di San Vincenzo in Volturno questo fortino. In seguito, nell'anno 1051, Ilperino e Longino in un atto di donazione a favore di San Clemente a Casauria includono, insieme ad altri beni, le due porzioni del castello di Mortula comprensive di chiese e tenimenti.
Ancora, nel 1137, in nome del convento di San Clemente al Vomano, l'abate Oldrio richiede all'imperatore Lotario le due parti del castello di Mortula.
Il registro dei feudi e dei suffeudi dell'anno 1140 menziona nuovamente la torre.
Un'ulteriore, probabile e riconducibile traccia di questa fortificazione è presente nella rassegna feudale normanna del 1148 nelle citazioni del castello di Montem, insieme a quello di Mortulam, e il tenimento del monastero benedettino di San Giovanni in Venere, quest'ultimo da identificare con la località di Montegualtieri.
Nell'anno 1160 il registro di Guglielmo I, nell'elencazione dei feudi, riporta che Berardo di Scorrano ottiene da Trasmondo di Castelvecchio i castelli di Monte e Mortula in Penne.
In tempi successivi il feudo di Monte Gualtiero è riportato trascritto in altri documenti, tra i quali l'elenco dei feudi, del 16 giugno 1176, in cui Papa Alessandro III da Anagni lo conferma incluso, con altri feudi del Medio Vomano, all'abate di San Giovanni in Venere Oderisio II di Pagliara.
Lo stesso possedimento è menzionato in un atto del 1º maggio 1195 dall'imperatore Enrico VI che con un diploma da Ascoli attribuisce il castello di Monte Gualtiero all'abate Odorisio di San Giovanni in Venere.
Il 5 dicembre del 1204, papa Innocenzo III lo affida all'abate Oddone insieme ai castelli di Tezzano, Scorrano e Mortula.
Nell'anno 1239 l'imperatore Federico II affida un manipolo di uomini, appartenenti alla Lega lombarda, ridotti in prigionia ai 76 baroni d'Abruzzo della Valle del Medio Vomano, assegnandoli uno per ciascuno. Tra questi prigionieri compare menzionato un tale Gualtiero del Monte che, per la coincidenza del nome, sarà considerato l'uomo che ha voluto la costruzione della torre.
Fino all'anno 1278 la fortificazione appartenne al casato dei Signori di Pagliara che, a seguito della scomparsa dell'ultimo discendente, si estinse in quell'anno.
Nel 1279 la rassegna dei feudatari del giustiziato d'Aprutio Citra et Ultra Montes, tenuta da Carlo I d'Angiò a Sulmona e Penne, vide nominato nuovo possessore del borgo di Montegualtieri Francesco Mattaleone di Scorrano, suffeudatario dei Signori Trasmondo.
Ulteriori tracce del castello figurano annoverate nell'elenco del pagamento delle decime ecclesiastiche del 1324 al numero 2981 dove si trova il citato Ecclesia S. Joannis de Monte e al numero 2987 Ecclesia S. Joannis de Mortula.
Documenti del XVI secolo individuano, per la prima volta, nel barone di Scorrano Sigismondo De Sterlich il nuovo possessore. Da questo momento inizia il lungo insediamento della famiglia nel quadrilatero di Scorrano, Cermignano, Montegualtieri e Poggio delle Rose.
La famiglia De Sterlich rimarrà in possesso della torre e del borgo di Montegualtieri fino al 1976, anno della morte del marchese Diego de Sterlich Aliprandi, ultimo discendente della famiglia.
L'intera fortificazione è stata oggetto di attenti interventi di recupero nell'anno 1976 che hanno ridonato all'intero insediamento l'antico splendore.
Ad oggi è aperto un contenzioso tra la comunità montana e gli eredi De Sterlich in quanto la proprietà della torre e del borgo sono tuttora dell'immobiliare di famiglia ed il comune non vuole riconoscere questo status; ad oggi ne detiene il possesso senza titolo.
Oggi l'immagine della torre è stata adottata come simbolo della Comunità montana del Vomano, Fino e Piomba.

## Architettura
La torre, alta circa 18 m, si erge solida, snella e austera da una pianta triangolare. La scelta della base fu determinata dall'economizzare la realizzazione di una quarta parete, qualora si fosse adottata una più consueta pianta quadrangolare, considerando che era sufficiente, con soli tre lati, elevarsi per le funzioni di avvistamento utili al cammino di ronda da cui strategicamente si controllava il territorio.
La forma triangolare fa di questa costruzione un esempio raro di torre. In tutto l'Abruzzo, con le stesse caratteristiche stilistiche se ne annovera soltanto un'altra a Bussi sul Tirino: la torre di Sutrium.
La muratura del manufatto è costituita da pietra di cava, arenaria locale, lavorata fino a ottenere la forma piatta di mattoni regolari. Gli stessi sono stati impiegati anche per realizzare la cortina muraria del recinto esterno nella quale si notano, tuttavia, inclusi alcuni rifacimenti di pietrisco irregolare e ciottoli. La fortificazione si allunga dal terrapieno consolidato dal muro contro terra a scarpa e ha una parete rivolta verso il borgo, mentre uno spigolo e le altre due facce sono rivolte verso il corso del fiume Vomano e la vallata. Dalla base della torre, anch'essa scarpata, di cui ogni lato misura circa 10 metri, le falde rientranti s'interrompono a circa sei, sette metri di altezza.
La fortificazione si mostra semplice e rastremata verso l'alto. Le sue pareti sono aperte da un solo ingresso, a nord, cui si accede mediante una scala esterna. Sulle tre facce vi sono piccole finestre a bocca di lupo che misurano 20 x 80 cm e feritoie di 20 x 60 cm. La parte terminale si allarga con i piombatoi degli arcieri, sormontati dal parapetto di protezione e ogni lato termina con quattro merli di gusto ghibellino a coda di rondine.
L'interno della torre è prevalentemente vuoto, è possibile accedere alla parte superiore della costruzione mediante una scala di legno.
Il muro di contenimento esterno è interrotto da quattro contrafforti di rinforzo e da naturali stratificazioni affioranti lungo la parte rivolta verso la valle del Vomano. Un'altra interruzione, sull'altro versante, è data dal camminamento a gradoni che accede allo spazio antistante alla torre.

## Galleria d'immagini

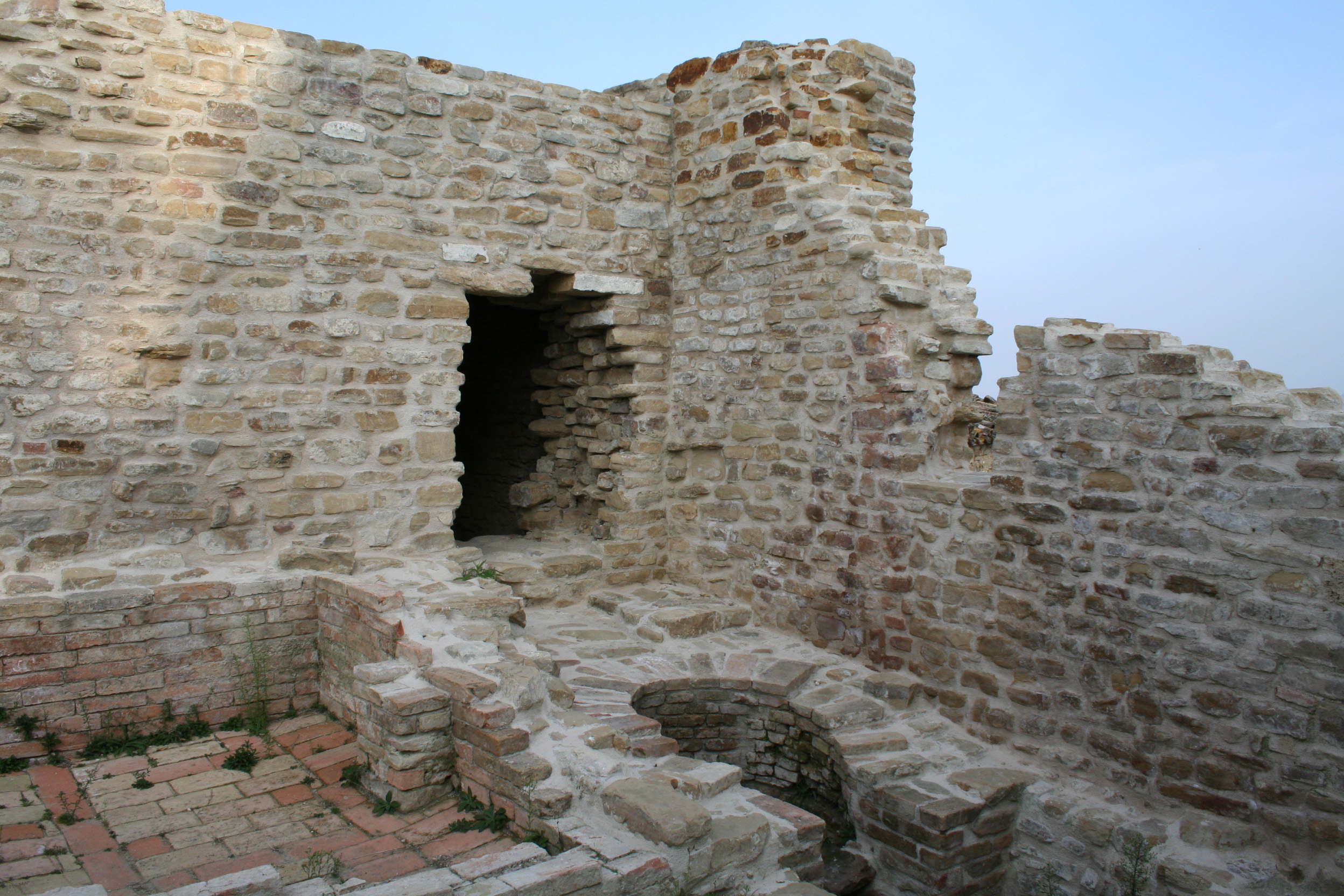
Particolare dei resti murari interni al recinto della torre
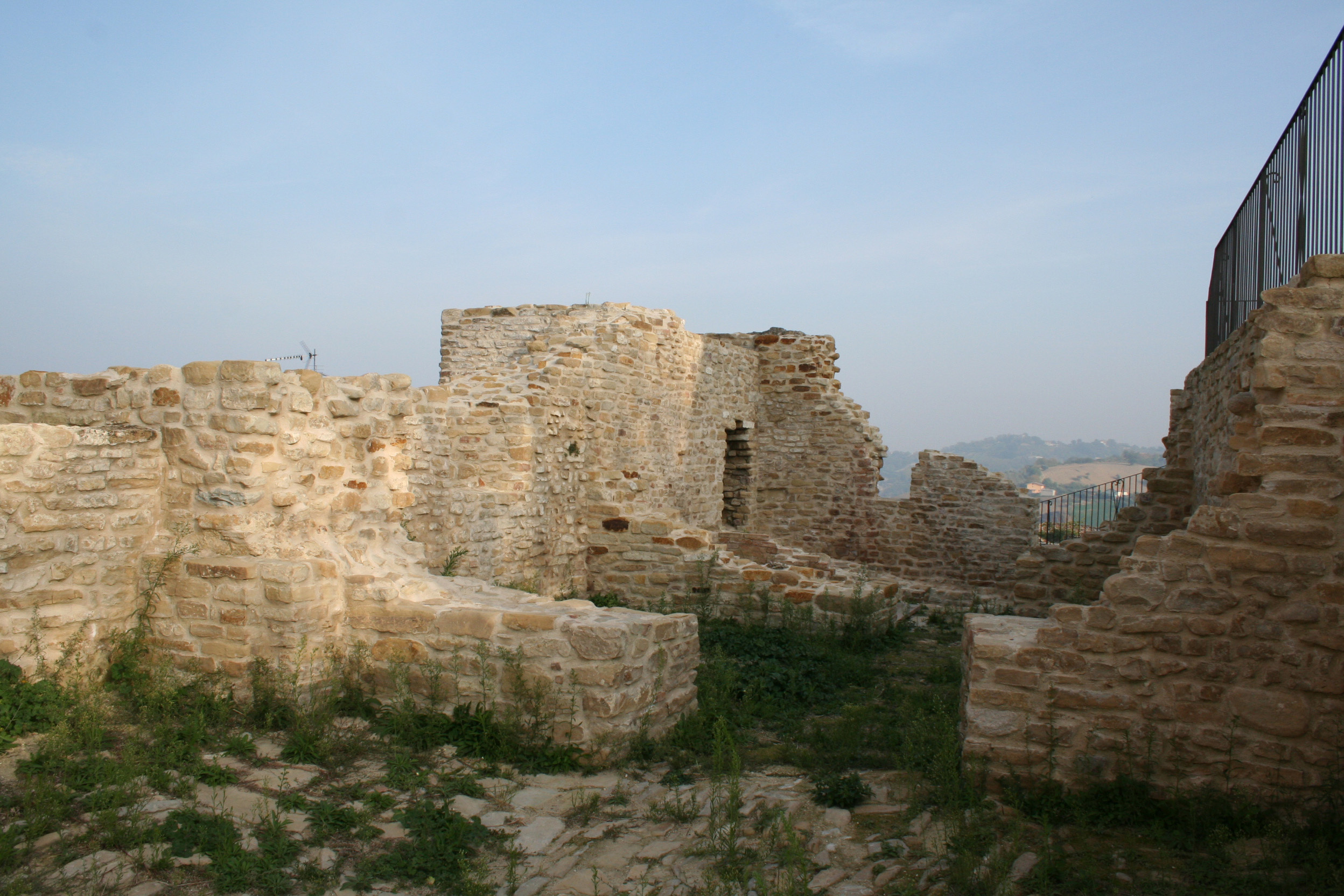
Interno del recinto
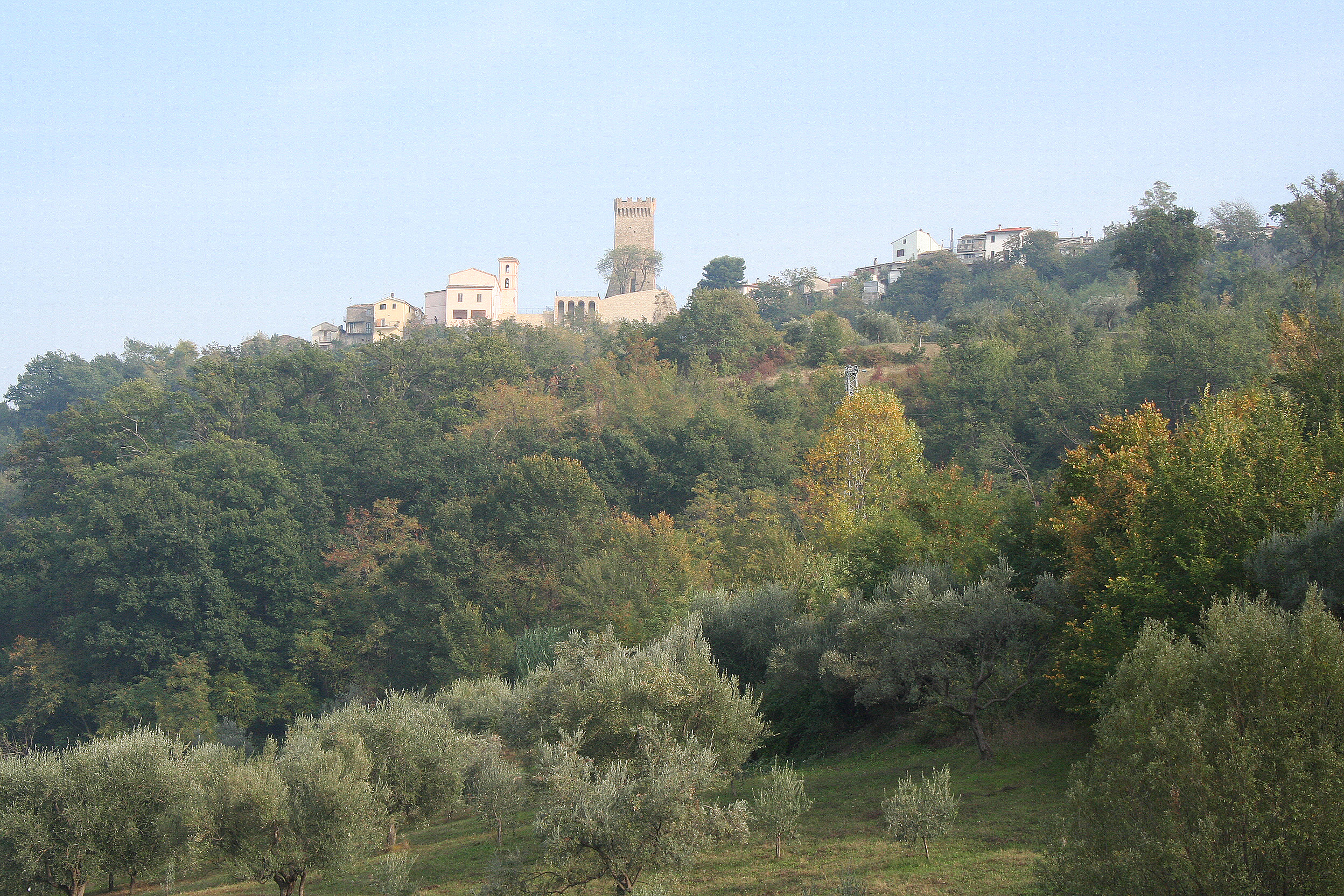
Panorama del borgo di Montegualtieri